# Dauphin (ville)
Pour les articles homonymes, voir Dauphin (homonymie).
Dauphin est une ville du Manitoba. La cité est située près du parc national du Mont-Riding.

## Historique
Le lieu fut arpenté par Pierre Gaultier de Varennes et de La Vérendrye. En 1741 il créa un poste de traite qu'il baptisa Dauphin en hommage à l'héritier de la Couronne de France, Louis de France, le fils aîné du Roi Louis XV. Ce poste fut fréquenté par les coureurs des bois et trappeurs canadiens français et par les métis.
Ce n'est qu'à la fin du XIXe siècle, avec l'arrivée du chemin de fer, que ce hameau se développa avec l'arrivée notamment d'immigrants ukrainiens.

## Description
La ville de Dauphin est entourée par trois lacs importants, le lac Manitoba, le lac Winnipegosis et le lac Dauphin.
En 2006, la population s'élevait à 7906 personnes.
En 1996, une étude démographique indiquait que 41 % de la population de la cité de Dauphin est originaire d'Ukraine.
|  |

## Personnalités
- Ron Lemieux, né le 15 août 1950 à Dauphin dans la province du Manitoba, est une personnalité politique franco-manitobaine et un ancien joueur professionnel de hockey sur glace.
- Inky Mark (né le 17 novembre 1947), est un homme politique canadien et député actuel à la Chambre des communes du Canada représentant la circonscription électorale manitobaine de Dauphin—Swan River—Marquette et la ville de Dauphin. Inky Mark est membre du Parti conservateur du Canada.
- Bif Naked (née Beth Torbert), chanteuse, y a vécu.
- Ryan Pulock né le 6 octobre 1994 à Dauphin, joueur professionnel de hockey sur glace .

## Démographie
| 2001  | 2006  | 2011  | 2016  |
| ----- | ----- | ----- | ----- |
| 8 085 | 7 906 | 8 251 | 8 369 |

## Expérimentation sociale
La ville de Dauphin est connue pour avoir fait l'objet d'expérimentations sociales à grande échelle, entre 1975 et 1979. Le programme Mincome consistait à faire bénéficier les résidents de la ville d'une allocation universelle, c'est-à-dire que chaque citoyen recevait un revenu de base, sans condition.